# 廉政公署 (南澳州)
廉政公署（Independent Commission Against Corruption (ICAC) ）是澳洲南澳州的反貪機構，建立於2013年。Bruce Lander
QC是首任廉政專員， 其任期於2020年9月1日完結，並由Ann Vanstone
QC繼任。

## 外部連結
- ICAC網站 （页面存档备份，存于）